# Proteus syndrom
Proteus syndrom är en sällsynt sjukdom, med totalt inte mer än 150–200 fall beskrivna i medicinsk litteratur. Sjukdomen, som är kongenital (medfödd), ger snabbt abnorma missbildningar, genom att tillväxten av olika extremiteter med mera förefaller ske helt slumpmässigt. Internt bildas benigna tumörer. Sjukdomen har sitt namn från havsguden Proteus i den grekiska mytologin som kunde förändra skepnad och anta olika utseenden. DNA-tester har visat att Joseph Merrick, känd som Elefantmannen, led av Proteus syndrom.